# Thilo Irmisch
Johann Friedrich Thilo Irmisch, född 14 januari 1816 i Sondershausen, död där 28 april 1879, var en tysk botaniker.
Irmisch studerade teologi, filosofi och naturvetenskap vid universitetet i Halle. År 1855 blev han lärare vid gymnasiet i Sondershausen och 1874 fick han titeln arkivråd. År 1843 utgav han sin första avhandling, Der Anorganismus, die Pflanze, das Thier. Ein Versuch zu ihrer Bestimmung, och vann därefter genom ett större arbete, Zur Morphologie der monokotyledonischen Knollen- und Zwiebelgewächse (1850), samt en mängd monografier anseende som en framstående morfolog. För den av Wilhelm Hofmeister, Anton de Bary och Julius Sachs utgivna "Handbuch der physiologischen Botanik" efterlämnade han vid sin död en utförlig avhandling om växternas grenställning.
År 1847 hedrades Irmisch med att ett släkte i familjen oleanderväxter fick hans namn, men det namnet ändrades senare. Istället uppkallades ett släkte i familjen tropikmandelväxter efter honom, Thiloa.
Auktorsnamnet Irmisch kan användas för Thilo Irmisch i samband med ett vetenskapligt namn inom botaniken; se Wikipediaartiklar som länkar till auktorsnamnet.